# Patrick Rothfuss
Patrick Rothfuss (6 de juny de 1973, Madison, Wisconsin, Estats Units) és un escriptor estatunidenc de gènere fantàstic i professor adjunt de literatura i filologia angleses a la Universitat de Wisconsin. És l'autor de la cèlebre sèrie Crònica de l'Assassí de Reis, que fou rebutjada per diverses editorials abans que el primer llibre, El nom del vent, fos publicat l'any 2007, i va obtenir molt bones crítiques, fins que es convertí en un èxit comercial. La seva obra va arribar a Espanya el 2009 (en espanyol), i en llengua catalana el 2011.

## Biografia
Patrick Rothfuss va matricular-se a la Universitat de Wisconsin-Stevens Point el 1991. A la universitat al començament pensava estudiar enginyeria química, però canvià d'opinió per estudiar psicologia clínica, i finalment es matriculà com a "no declarat" després de tres anys dedicant-se a estudiar qualsevulla assignatura que atragués el seu interès. Durant aquesta època es dedicà a treballar en diverses i estranyes feines i alhora es dedicà en una novel·la de fantasia extremadament llarga anomenada The Song of Flame and Thunder. També començà a escriure la Guia de supervivència en la universitat en una columna de The Pointer, el diari del campus. Es graduà el 1999 amb un títol en anglès. Després de realitzar un curs de professor a la universitat de l'estat de Washington tornà dos anys després per fer classes a Stevens Point. Després de completar The Song of Flame and Thunder Rothfuss l'envià a diverses editorials, però fou rebutjada. L'any 2002 guanyà el concurs "Escriptors del futur" amb The Road to Levinshir, un extracte de la seva novel·la. A continuació Rothfuss va vendre la novel·la a DAW Books. The Song of Flame and Thunder fou dividida en una sèrie de tres volums titulada Crònica de l'Assassí de Reis, amb el primer número: El nom del vent, publicat l'abril del 2007. La novel·la guanyà aquell any el Premi quill a la millor novel·la de fantasia i ciència-ficció i va aparèixer a la llista de bestsellers del New York Times.

## Obres
La trilogia de la Crònica de l'Assassí de Reis consta dels següents títols:
- El nom del vent (en anglès: The Name of the Wind)
- El temor d'un home savi (en anglès: The Wise Man's Fear)
- Les portes de pedra (en anglès: The Doors of Stone) títol encara no confirmat [el 2021, encara en procés de redacció].

Aquesta trilogia originàriament era la novel·la La cançó de la flama i el tro (en anglès: The Song of Flame and Thunder), dividida en tres volums a causa de la seva llarga extensió. La sèrie és en essència l'autobiografia d'un famós bard, artífex i mag, un aventurer anomenat Kvothe. Després d'haver guanyat fama i notorietat, desaparegué de la vida pública i en el present és trobat en una aïllada fonda pel "Cronista", Devan Lochees. El Cronista convenç Kvothe perquè li expliqui la història de la seva vida; tanmateix, la aquesta narració retrospectiva s'interromp ocasionalment per interludis en el present, deixant clar que algú o alguna cosa està buscant Kovthe i Bast, l'aprenent de Kvothe. D'aquesta manera l'acció del llibre transcorre en dos moments: la història en el passat, en què es descobreix com arribà Kvothe a ser qui és ara, i els esdeveniments del present, que anuncien una altra història per si sola.
El juny del 2014, Rothfuss va publicar un llibre ambientat en el mateix univers, sobre un personatge dels llibres anteriors, l'Auri, titulat La música del silenci (en anglès: The Slow Regard of Silent Things).

## Premis
1. Writers of the Future (2002)[2]
2. Premi Quill (2007)[3]
3. Best Books of the Year (2007) - Publishers Weekly - Science Fiction/Fantasy/Horror[6]
4. Best Book of 2007 - FantasyLiterature.net[7]
5. Premi Alex (2008) per El nom del vent.[8]